# بژگی (استان اشوی‌داشکسیه)
بژگی (به لهستانی: Brzegi) یک منطقهٔ مسکونی در لهستان است که در گمینا سوبکوو واقع شده‌است.